# Davide Cimolai
Davide Cimolai (Pordenone, 13 agosto 1989) è un ciclista su strada e pistard italiano che corre per la Movistar Team. Ha caratteristiche di velocista, ed è professionista dal 2010.

## Carriera

### Esordi e dilettantismo
Nativo di Pordenone, si rivela presto un ottimo corridore sia su strada che su pista. Nella categoria allievi – dal 2005 al 2007 – si aggiudica tre medaglie d'argento tricolori, una a cronometro e due su pista. Nel 2008, passato tra gli Under-23 con il GS Marchiol-Emisfero-Liquigas, si aggiudica il Piccolo Giro dell'Emilia, la Tre Giorni Città di Pordenone con Gianni Da Ros, le medaglie d'oro élite ai Campionati italiani su pista nell'omnium e nell'inseguimento a squadre, il bronzo nell'inseguimento individuale e, al campionato europeo di Pruszków, il bronzo nell'inseguimento a squadre.
L'anno dopo, sempre tra i dilettanti Under-23, vince tre importanti gare del calendario internazionale di categoria, la Coppa San Geo, il Trofeo Franco Balestra e il Trofeo Banca Popolare di Vicenza; chiude inoltre terzo nella Popolarissima. Ai Campionati italiani su pista di Pordenone, svoltisi al Velodromo Ottavio Bottecchia, conquista ben cinque medaglie élite: oro nell'inseguimento a squadre e nello scratch, argento nella corsa a punti, bronzo nell'inseguimento individuale e nell'omnium.
Nel settembre del 2009 si accorda con la Liquigas-Doimo di Roberto Amadio per passare professionista l'anno seguente; pochi giorni dopo si aggiudica anche la classifica generale del Giro d'Italia delle Piste e a fine mese la medaglia di bronzo ai Campionati europei nell'inseguimento a squadre.

### Dal 2010: il professionismo
Nel 2010, alla prima stagione tra i pro proprio con la Liquigas, non ottiene vittorie, eccetto quella nella cronosquadre della Settimana Internazionale di Coppi e Bartali: a livello individuale mette comunque a referto un secondo posto in una tappa del Presidential Cycling Tour of Turkey e un quarto posto al Circuito de Getxo. Nel 2011, sempre in maglia Liquigas, non va invece oltre un sesto posto al Grand Prix Kranj.
Nel 2012 passa alla Lampre-ISD di Giuseppe Saronni, e in stagione partecipa come gregario alla Vuelta a España. Nel 2013 coglie il terzo posto al Trofeo Platja de Muro a Maiorca; a seguire corre il Tour de France classificandosi quarto nella seconda e nella settima frazione, conclusesi entrambe in volata. Nel finale di stagione, sempre allo sprint, si piazza quinto alla Brussels Cycling Classic (ex Parigi-Bruxelles) e quarto al Grand Prix de Fourmies.

## Palmarès

### Strada
- 2007

Circuito delle Conche

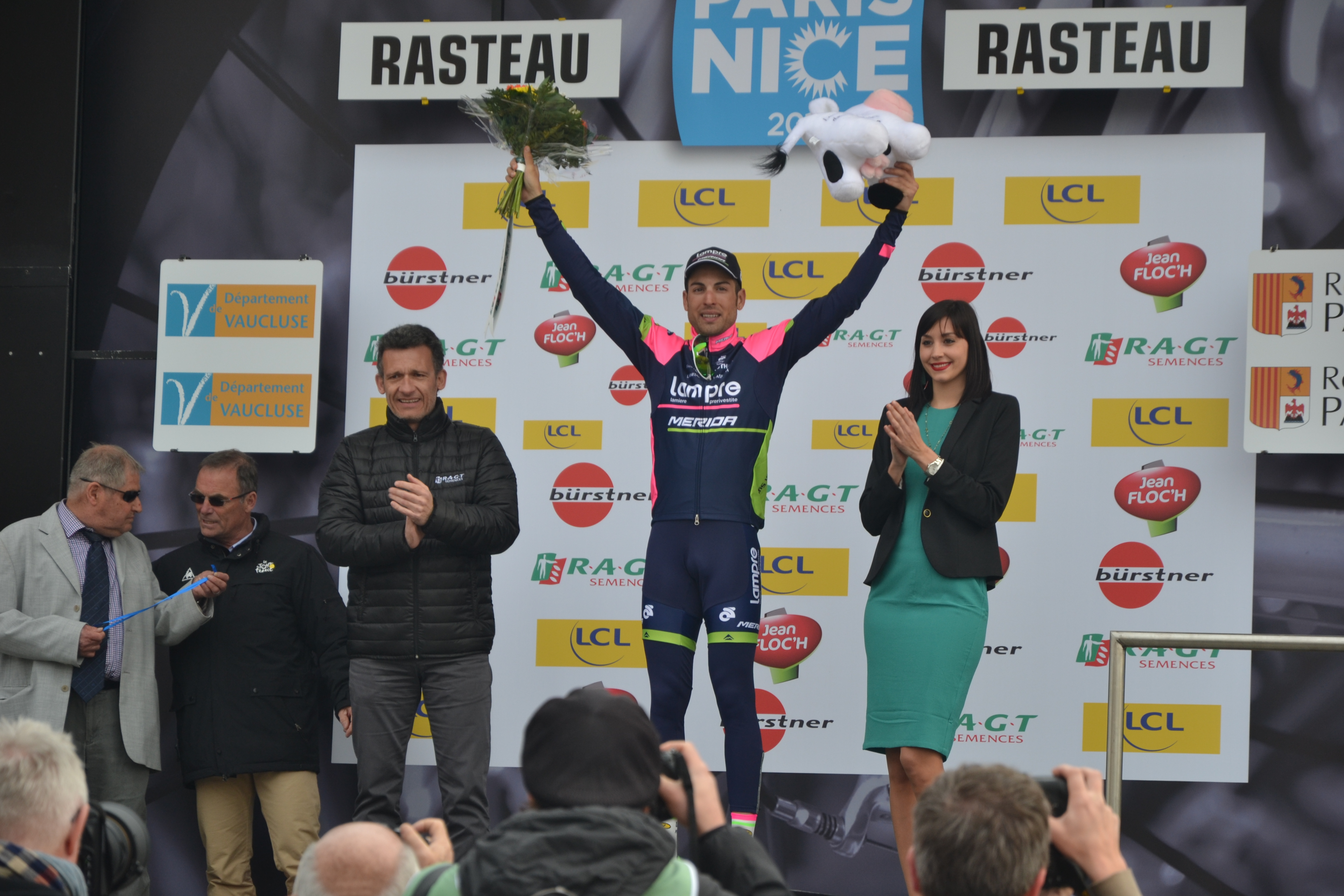
Cimolai sul podio della quinta tappa della Parigi-Nizza 2015

- 2008 (Dilettanti Elite/Under-23, Marchiol-Emisfero-Liquigas, una vittoria)

Piccolo Giro dell'Emilia
- 2009 (Dilettanti Elite/Under-23, Marchiol-Pasta Montegrappa-Site-Heraclia, tre vittorie)

Coppa San Geo
Trofeo Franco Balestra
Trofeo Banca Popolare di Vicenza
- 2015 (Lampre-Merida, due vittorie)

Trofeo Laigueglia
5ª tappa Parigi-Nizza (Saint-Étienne > Rasteau)
- 2016 (Lampre-Merida, due vittorie)

6ª tappa Volta Ciclista a Catalunya (Sant Joan Despí > Vilanova i la Geltrú)
2ª tappa Tour of Japan (Kyoto > Kyoto)
- 2017 (FDJ, una vittoria)

1ª tappa Volta Ciclista a Catalunya (Calella > Calella)
- 2019 (Israel Cycling Academy, quattro vittorie)

1ª tappa Vuelta a Castilla y León (Belorado > Castrojeriz)
2ª tappa Vuelta a Castilla y León (Frómista > Villada)
Classifica generale Vuelta a Castilla y León
3ª tappa Tour de Wallonie (La Roche-en-Ardenne > Verviers)

#### Altri successi
- 2010 (Liquigas-Doimo)

1ª tappa, 2ª semitappa Settimana Internazionale di Coppi e Bartali (Riccione, cronosquadre)
- 2019 (Israel Cycling Academy)

Classifica a punti Vuelta a Castilla y León

### Pista
- 2008

Tre Giorni di Pordenone (con Gianni Da Ros)
Campionati italiani, Omnium
Campionati italiani, Inseguimento a squadre (con Alex Buttazzoni, Gianni Da Ros, Jacopo Guarnieri, Elia Viviani)
- 2009

Campionati italiani, Scratch
Campionati italiani, Inseguimento a squadre (con Jacopo Guarnieri, Daniel Oss, Elia Viviani)
- 2010

Campionati italiani, Corsa a punti
- 2011

Campionati europei, Scratch Under-23
Campionati italiani, Scratch
Campionati italiani, Americana (con Elia Viviani)

## Piazzamenti

### Grandi Giri
- Giro d'Italia

2019: 130º
2020: 118º
2021: 127º
2022: 135º
2023: non partito (9ª tappa)
2024: 134º
- Tour de France

2013: 137º
2014: 163º
2015: 155º
2016: 168º
2017: 152º
- Vuelta a España

2012: 163º
2021: ritirato (8ª tappa)
2022: 133º
2023: 146º

### Classiche monumento
- Milano-Sanremo

2012: 59º
2013: 76º
2014: 22º
2015: 8º
2016: 108º
2017: 54º
2018: 51º
2019: 22º
2020: 89º
2021: 42º
2022: 157º
2023: 75º
2024: 149º
- Giro delle Fiandre

2012: ritirato
2013: ritirato
2014: 91º
2015: 44º
2016: ritirato
2018: 48º
- Parigi-Roubaix

2011: ritirato
2012: ritirato
2014: ritirato
2015: ritirato
2016: ritirato
2022: ritirato
2025: ritirato
- Liegi-Bastogne-Liegi

2013: ritirato

### Competizioni mondiali

#### Strada
- UCI World Tour

2013: 178º
2014: 114º
2015: 100º
- Campionati del mondo su strada

Limburgo 2012 - Cronosquadre: 28º
Toscana 2013 - Cronosquadre: 17º
Yorkshire 2019 - In linea Elite: ritirato

#### Pista
- Campionati del mondo

Apeldoorn 2011 - Americana: 6º

### Competizioni europee
- Campionati europei su strada

Herning 2017 - In linea Elite: 96º
Glasgow 2018 - In linea Elite: 5º
Alkmaar 2019 - In linea Elite: ritirato
Plouay 2020 - In linea Elite: 30º
- Campionati europei su pista

Pruszków 2008 - Inseguimento a squadre Under-23: 3º
Pruszków 2008 - Inseguimento individuale Under-23: 7º
Anadia 2011 - Scratch Under-23: vincitore
Anadia 2011 - Americana Under-23: 2º

## Riconoscimenti
- Medaglia di bronzo al valore atletico nel 2010
- Medaglia d'argento al valore atletico nel 2014[1]